# مورفیسم 2-ارزشی
مورفیسم دو ارزشی در ریاضیات، هم‌ریختی‌ای است که جبر بولی B را به جبر بولی دو عضوی 2={0,1} نگاشت می‌کند. این مفهوم اساساً معادل یک اولترافیلتر روی B است و به روشی متفاوت، معادل یک ایده‌آل حداکثری در B نیز محسوب می‌شود. مورفیسم‌های دو ارزشیهمچنین به‌عنوان ابزاری برای یکسان‌سازی زبان فیزیک پیشنهاد شده‌اند. 

## سمورفیسم های2- ارزشی، اولترافیلترها و ایده آل های حداکثری
فرض کنید B یک جبر بولی است.
• اگر s:B→2 یک مورفیسم دو ارزشی باشد، مجموعه عناصری از B که به ۱ نگاشت می‌شوند، یک اولترافیلتر روی B تشکیل می‌دهند، و مجموعه عناصری که به ۰ نگاشت می‌شوند، یک ایده‌آل حداکثری از B خواهند بود.
• اگر U یک اولترافیلتر روی B باشد، مکمل U یک ایده‌آل حداکثری است و دقیقاً یک مورفیسم دو ارزشی s:B→2 وجود دارد که اولترافیلتر را به ۱ و ایده‌آل حداکثری را به ۰ نگاشت می‌دهد.
• اگر M یک ایده‌آل حداکثری باشد، مکمل M یک اولترافیلتر روی B است و دقیقاً یک مورفیسم دو ارزشی s:B→2 وجود دارد که اولترافیلتر را به ۱ و ایده‌آل حداکثری را به ۰نگاشت می‌دهد.

## فیزیک
اگر عناصر B به‌عنوان "گزاره‌هایی دربارهٔ یک شیء خاص" در نظر گرفته شوند، یک مورفیسم دو ارزشی روی B می‌تواند نمایانگر یک "حالت خاص از آن شیء" باشد. در این حالت، گزاره‌هایی از B که به ۱ نگاشت می‌شوند درست هستند و گزاره‌هایی که به ۰ نگاشت می‌شوند نادرست. ازآنجاکه مورفیسم عملگرهای بولی (مانند نقیض، اشتراک و ...) را حفظ می‌کند، مجموعه گزاره‌های صادق ناسازگار نخواهند بود و به یک ترکیب حداکثری خاص از گزاره‌ها اشاره دارند که حالت اتمی را نشان می‌دهد. (گزاره‌های صادق یک اولترافیلتر و گزاره‌های نادرست یک ایده‌آل حداکثری را تشکیل می‌دهند.)
گذار بین دو حالت s1 و s2 از B، که با مورفیسم‌های دو ارزشی نمایش داده می‌شوند، می‌تواند با یک خودریختی f از B به B نمایش داده شود، به‌طوری که s2∘f=s1.
حالت‌های ممکن اشیای مختلف که به این روش تعریف شده‌اند، می‌توانند به‌عنوان بازنمایی رویدادهای بالقوه تصور شوند. سپس می‌توان مجموعه رویدادها را به شکلی مشابه با ثبات ساختار سببی، ارتباطات سببی محلی به جهانی، یا حتی ویژگی‌های رسمی ارتباطات سببی جهانی سازمان‌دهی کرد.
مورفیسم‌های بین اشیای غیر بدیهی ممکن است به‌عنوان بازنمایی پیوندهای سببی که یک رویداد را به رویدادی دیگر مرتبط می‌سازند، در نظر گرفته شوند. برای مثال، مورفیسم f در بالا رویداد s1 را به s2 متصل می‌کند. توالی یا مسیرهای مورفیسم که معکوس ندارند، می‌توانند به‌عنوان تعریف‌کننده روابط تقدمی هوریزموتیک یا زمانی تفسیر شوند. این روابط ممکن است یک ترتیب زمانی، یک توپولوژی یا حتی یک متریک را تعیین کنند.
"یک تحقق حداقلی از چنین ساختار فضا-زمانی رابطه‌ای می‌تواند یافت شود." [۲] در این مدل هیچ تمایز آشکاری وجود ندارد و معادل مدلی است که در آن هر شیء فقط با یک تمایز مشخص می‌شود: (حضور یا عدم حضور) یا (وجود یا عدم وجود) یک رویداد. به این ترتیب، "پیکان‌ها یا زبان ساختاری می‌توانند به‌عنوان مورفیسم‌هایی که این تمایز منحصربه‌فرد را حفظ می‌کنند، تفسیر شوند."
اگر بیش از یک تمایز در نظر گرفته شود، مدل به‌مراتب پیچیده‌تر خواهد شد و تفسیر حالات تمایز به‌عنوان رویدادها یا مورفیسم‌ها به‌عنوان فرایندها بسیار دشوارتر خواهد بود

[[رده:جبر بولی]]